# واو مانة
وَوْمانة هي قرية وجماعة قروية تقع في إقليم خنيفرة بجهة بني ملال خنيفرة، المغرب، وبلغ عدد سكانها 8849 نسمة حسب الإحصاء العام للسكان والسكنى لسنة 2014.وتعرف هذه المنطقة أيضا بإنتاجها لزيت الزيتونالتي غدت مفخرا لسكان هذا الإقليم.